# 鄚子泩
鄚子泩（越南语：／，1769年—1788年）是越南舊阮的一名將領，河仙鎮統治者。他是前任統治者鄚天賜的第四子，為妾所生。他的母親是一個暹羅女子。
1775年，定王阮福淳被西山軍擊敗逃往嘉定，鄚天賜帶他的兒子們在鎮江（今芹苴）覲見。阮福淳慰勞他們，封鄚天賜為都督郡公、鄚子溶為參將該奇、鄚子潢為掌奇、鄚子淌為該奇。鄚子泩年僅四歲，未得封。
1780年，尊室春、鄚天賜、鄚子溶、鄚子淌等五十三人被殺於暹羅吞武里。鄚子泩與弟弟鄚子浚、鄚子添當時年幼，被暹羅的高棉族官員披耶·甲叻洪 (波)（高羅歆卟）救下並撫養長大。拉瑪一世奪得暹羅王位後，鄚子泩和及其親屬獲准回到曼谷居住。
1784年，阮王阮福映逃到暹羅的高龍島，拉瑪一世派鄚子泩前去迎接阮王。拉瑪一世派遣昭曾（公摩鑾·貼帕里拉）、昭霜前去援助阮福映。鄚子泩同披耶·他沙達（พระยาทัศดา）一起率領軍隊，在河僊鎮待命準備增援在此處登陸的貼帕里拉及阮福映部隊。鄚子泩被阮福映封為參將理政侯（Lý Chánh hầu）。掌奇黎文勻派鄚子泩至鎮江，在龍湖（永隆）準備船隻進行接應。瀝涔吹蔑之戰中阮福映戰敗，鄚子泩接應他逃往暹羅。鄚子泩將阮福映的書信帶給了拉瑪一世，聲稱戰敗是由貼帕里拉引起的。
鄚子泩和阮福映等一眾越南人都留在了暹羅。1787年越南的西山朝發生內亂，阮福映得以趁機回到越南南部。在阮福映與西山軍對抗之時，鄚子泩被暹羅送回了河僊。中國學者戴可來認為，鄚子泩生於暹羅、受惠於暹羅；拉瑪一世在此時將其送回河僊，目的是要將河僊收為暹羅的附庸。
在阮主對抗西山朝的戰爭中，鄚子泩主要為阮主提供軍需，曾派人向阮福映進獻石機鳥銃炮三百桿。鄚子泩於1788年逝世，追封特進、輔國大將軍、錦衣衛掌衛士、都督掌奇。他未葬於鄚氏祖墳，其墓址不詳。
鄚子泩死後，由具有暹羅血統的將領吳魔（Ngo Ma）擔任代理總督。根據戴可來考證，此吳魔可能就是《河仙鎮協鎮鄚氏家譜》中提到的「通言阿摩」。1777年，鄭昭曾派他與高綿王子螉蟜一起邀請鄚天賜來暹羅避難。這說明鄚子泩時期河僊一度受制於暹羅。直至1789年，在阮福映的請求下，暹羅才允許鄚公柄返回河僊。
明命三年（1822年）秋，明命帝認為鄚天賜父子有功於國，追封鄚子泩為忠義之神，準河僊美德社依舊奉事。